# Joan Casadó i Tisans
Joan Casadó i Tisans   (Barcelona - Barcelona, 21 de juliol de 1992) fou un arquitecte català}.

## Biografia
Va obtenir el títol de mestre d'obres a Barcelona l'any 1872 i fou nomenat ajudant de carreteres provincials i camins veïnals l'any 1882. Va presentar uns projectes arquitectònics de reformes a l'Exposició Universal de Barcelona de l'any 1888. Fou president de la Junta del Centre de Mestres d'Obres de Catalunya a tombant de segle.
Es va casar amb Ramona Espinal Pérez i va tenir dues filles: Montserrat i Ramona.

## Obres[7]
- 1904-1905: Casa Agustí Piguillem. Parlament, 21 (Barcelona).
- 1905: Cases Jaume Gatells. Masnou, 21-25 (Barcelona).
- 1905-1906: Casa Josep Carreras Ferrer. Jacint Verdaguer, 30 (el Masnou).
- 1909-1910: Casa Josep Maruny i Puigmiquel. Mall, 17 (Sant Feliu de Guíxols).